# Dumbo: Chú voi biết bay
Dumbo: Chú voi biết bay (tựa gốc tiếng Anh: Dumbo) là phim điện ảnh kỳ ảo Mỹ năm 2019 của đạo diễn Tim Burton và biên kịch Ehren Kruger. Đây là bản phim làm lại, lấy cảm hứng từ tác phẩm gốc cùng tên của Walt Disney năm 1941. Phim dựa trên tiểu thuyết của Helen Aberson và Harold Pearl. Các diễn viên trong phim gồm Colin Farrell, Michael Keaton, Danny DeVito, Eva Green và Alan Arkin. Dumbo kể về một gia đình làm việc tại sở thú, tại đây họ gặp một chú voi con có đôi tai lớn và biết bay.
Kế hoạch làm phim Dumbo người thật đóng đã được công bố từ năm 2014, đến tháng 3/2015, Tim Burton cũng được xác nhận là đạo diễn cho phim. Hầu hết dàn diễn viên ký hợp đồng vào tháng 3/2017 và bắt đầu đóng phim từ tháng 7 đến tháng 11 cùng năm ở Anh Quốc. Đây là bản làm lại đầu tiên trong chuỗi 4 phim mà Disney ra mắt năm 2019, cùng với Aladdin, The Lion King và Maleficent: Mistress of Evil. Dumbo ra rạp lần đầu tại Los Angeles ngày 11/3, sau đó chiếu chính thức từ ngày 29/3/2019. Phim nhận được nhiều nhận xét trái chiều từ khán giả.